# Anastassia Karlòvitx
Anastassia Karlòvitx (Dnipropetrovsk, RSS d'Ucraïna, Unió Soviètica, 29 de maig de 1982) és una jugadora d'escacs i periodista ucraïnesa. Ha obtingut els títols de la FIDE de Mestre Internacional Femení el 2000 i de Gran Mestre Femení el 2003.
Karlòvitx va començar a jugar als escacs als vuit anys. Fou campiona femenina de la província de Dnipropetrovsk i semifinalista del campionat absolut de la Província de Dnipropetrovsk el 1998. Posteriorment es va mudar a Khàrkiv i el 2007 es va fer periodista d'escacs, i va començar a publicar articles al diari Ladya, a les revistes New in Chess i Schach 64, al web de ChessBase i a llocs afins. Karlòvitx fou la secretària de premsa de la FIDE pel Campionat del Món de 2012, 2013, 2014 i 2016.
Va jugar al primer tauler de l'equip ucraïnès que va guanyar la medalla d'or al Campionat d'Europa per equips sub-18 l'any 2000.